# Sascha Lauterbach (Moderator)

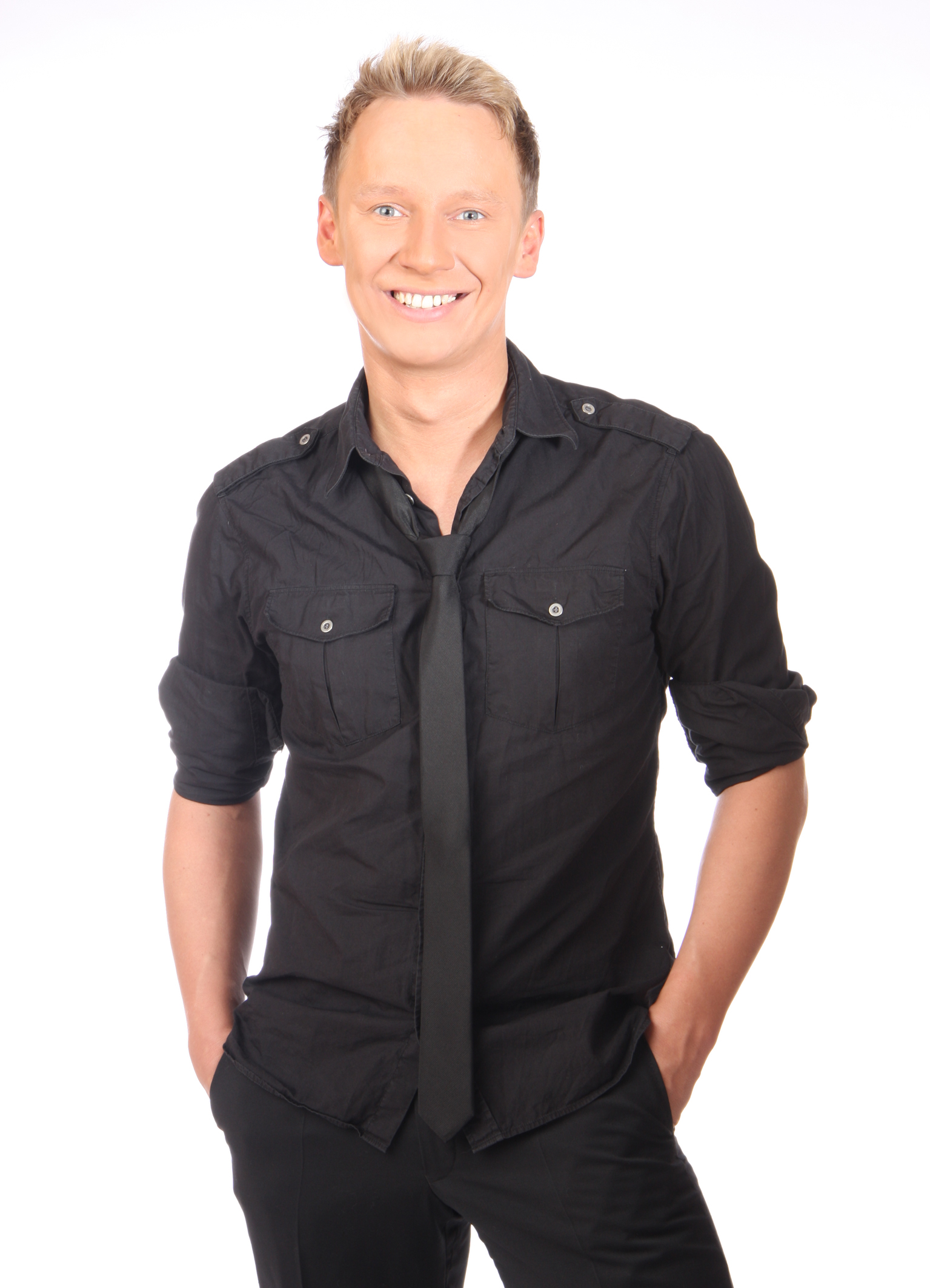
Sascha Lauterbach (2011)

Sascha Lauterbach (* 23. Oktober 1979) ist ein deutscher Fernsehmoderator, Journalist und Redakteur.

## Leben
Lauterbach wuchs in Fürstenwalde an der Spree (Brandenburg) auf. Zunächst arbeitete er redaktionell und moderierend bei dem Berliner Radiosender 104.6 RTL.
Seit einigen Jahren ist er der tägliche Wettermoderator von tv.berlin. Hier präsentiert er die lokale Wetterlage in Kombination mit
kurzen Reportagen aus dem Hauptstadttrubel. So berichtete Lauterbach u. a. vom Classic Open Air auf dem Gendarmenmarkt und von Shows
aus der 02-World. Außerdem bildet er in diesem Format das alltägliche Großstadtleben ab.  
Auch als Eventmoderator tritt Sascha Lauterbach in Erscheinung. So präsentiert er seit 2009 das Berliner Militärmusikfest in der
Max-Schmeling-Halle. Zudem moderierte er beim 111. Berliner Presseball sowie auf der Parade zum Christopher-Street-Day in Berlin.
2011 wechselte er zu QVC. Im Oktober 2016 heiratete Lauterbach seinen Lebensgefährten.